# Royal Veterinary College
Das Royal Veterinary College (RVC) ist eine tiermedizinische Ausbildungseinrichtung in London. Es ist die älteste und größte Einrichtung dieser Art im Vereinigten Königreich. Kanzlerin ist Prinzessin Anne.

## Geschichte

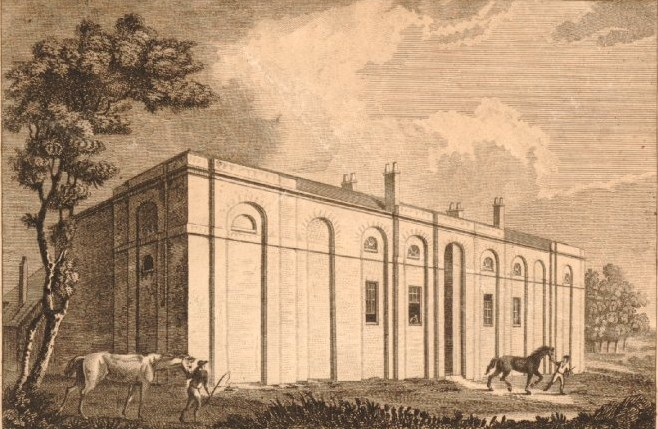
Erstes Gebäude des RVC, 1804

Das RVC wurde 1791 von einer Gruppe um den Autor Granville Penn (1761–1844), einem Enkel von William Penn, gegründet und ist damit die älteste tiermedizinische Ausbildungsstätte im Vereinigten Königreich. Als Areal wurde von Charles Pratt, 1. Earl Camden ein ländliches Gebiet nördlich von London bereitgestellt, Camden Town gehört heute zum Londoner Stadtbezirk London Borough of Camden. Auslöser war der Tod des damals berühmten Rennpferdes Eclipse im Jahr 1789. Seit 1949 gehört das RVC zum Hochschulverbund der University of London. Als erster Rektor wurde Charles Vial de Sainbel von Europas ältester Ausbildungsstätte, der École nationale vétérinaire de Lyon, berufen. 1792 konnten die ersten vier Studenten ihr Studium beginnen, zunächst wurden nur Pferde behandelt. 1844 gelangte das RVC unter die Schirmherrschaft von Georg IV. 1879 wurde eine Tierklinik für Tiere armer Leute eingerichtet. 1927 wurde die erste Frau zum Studium zugelassen.
Der lateinische Wahlspruch im Spruchband des offiziellen Schulwappens lautet VENIENTI OCCURRITE MORBO, zu deutsch: tretet der kommenden Krankheit entgegen oder begegnet der Krankheit frühzeitig.

## Gliederung

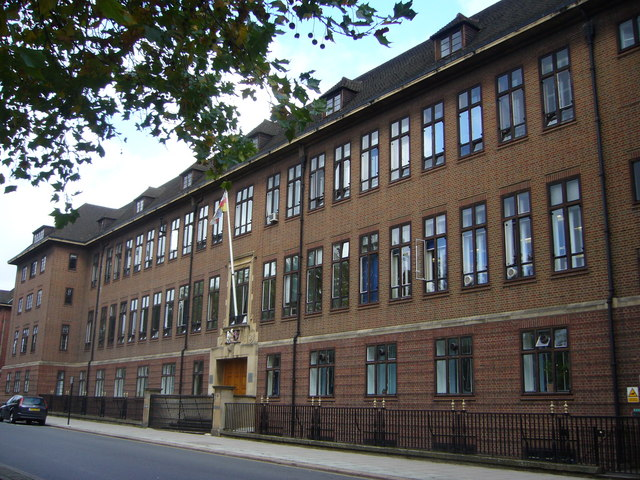
Hauptgebäude des Camden Campus

Das RVC besteht aus vier Abteilungen (departments):
- Department of Comparative Biomedical Sciences,
- Department of Clinical Science and Services,
- Department of Pathobiology and Population Sciences und das
- Professional Services Department.

Neben dem Hauptstandort Camden Campus in der Londoner Royal College Street gibt es den Campus Hawkshead im Civil Parish North Mymms nahe Potters Bar, Hertfordshire, auf dem sich das Equine Referral Hospital und das Queen Mother Hospital for Animals befinden. Zu letzterem gehört auch die etwa 200 Hektar große Boltons Park Farm, auf der 200 Kühe, 300 Schafe und Puten gehalten werden.

## Zahlen zu den Studierenden
Im Studienjahr 2022/2023 nannten sich von den 2550 Studenten des Royal Veterinary College 2075 weiblich (81,4 %) und 470 männlich (18,4 %). 2019/2020 waren es 2510 Studierende gewesen, 2022/2023 2590.

## Bekannte Hochschullehrer und Absolventen
- Mary Brancker, erste Präsidentin der British Veterinary Association
- Thomas Spencer Cobbold, englischer Helminthologe
- Susanne Hart, südafrikanische Tierärztin und Umweltschützerin
- Albert Hassall, britischer Zoologe
- Frederick Hobday, 1927–1937 Präsident des RVC, offizieller Tierarzt der Königin Alexandra von Dänemark
- Gladys Kalema-Zikusoka, ugandische Tierärztin und Wildtierschützerin
- Anne McLaren, britische Entwicklungsbiologin und Genetikerin
- Edward Nettleship, englischer Augenarzt
- Walter Plowright, entwickelte den ersten Impfstoff gegen Rinderpest
- Olga Uvarov, erste Präsidentin des Royal College of Veterinary Surgeons

## Andere tiermedizinische Hochschulen im Vereinigten Königreich
Im Vereinigten Königreich kann außer am Royal Veterinary College ein Tiermedizinstudium auch an der University of Bristol, der University of Cambridge, der University of Central Lancashire, der University of Edinburgh, der University of Glasgow, der Harper & Keele Veterinary School, der University of Liverpool, der University of Nottingham und an der University of Surrey absolviert werden. Die Abschlüsse an der Harper & Keele Veterinary School und der University of Central Lancashire benötigen noch die Akkreditierung durch das Royal College of Veterinary Surgeons.